# Song Jae-ho
Song Jae-ho (n. 19 februarie 1990, Jeonju⁠(d), Coreea de Sud) este un scrimer sud-coreean, medaliat olimpic. A participat la o ediție a Jocurilor Olimpice (2020) în care a câștigat o medalie de bronz.

## Participări
Lista de mai jos prezintă principalele competiții la care a participat Song Jae-ho de-a lungul carierei.
- Spadă masculin pe echipe la Jocurile Olimpice de vară din 2020[2]